# 승부치기
승부치기(勝負 - )란 야구의 경기시간 단축을 목적으로, 연장전이 진행될 때 정해진 특정이닝부터는 공격측에 유리한 조건으로 진행하도록 하는 규칙을 말한다. 승부치기는 축구의 승부차기나 핸드볼의 승부던지기와는 그 성질이 다르지만, 빠르게 승부를 결정짓기 위한 규칙이라는 점에서는 공통점이 있기 때문에 이에 대응하여 《승부치기》라는 용어가 일반화되었다. 특히 토너먼트제도 중심의 국제대회나 야구리그에서 최근 도입되는 예가 많으며, 이때의 '공격측에 유리한 조건'이라는 구체적인 내용은 아직 일반적으로 확립되지 않았기 때문에 승부치기의 규칙은 각 토너먼트의 규칙에 의하는 것이 보통이다.

## 승부치기 규정이 적용된 사례
베이징올림픽에서는 국제야구연맹(IBAF)이 경기시간 단축을 위해 10회 말까지 승부가 나지 않으면 11회부터 무사에 주자 2명을 1루와 2루에 보낸 상태에서 공격을 진행하도록 하였다. 승부치기에 들어가면 처음에 보내는 주자 2명을 결정할 수 있게 되어 타순 조정이 가능하다. 예컨대 주자 2명을 2,3번 타자로 하였다면 승부치기시의 공격은 4번타자부터 진행되는 것이다. 11회에서도 승부를 가리지 못하면 연장 12회에서도 승부치기를 한다. 이 때는 연장 11회에서 끝난 타순을 이어서 시작한다. 예컨대 6번 타자에서 연장 11회 공격이 끝났다면 연장 12회에서는 7번 타자부터 공격이 시작되고 5번과 6번 타자는 1·2루 주자로 서게 된다.
2009년 개최된 월드 베이스볼 클래식에서도 조별리그에서는 승부치기 제도가 도입된 바 있다. 다만, 베이징 올림픽과는 다르게 승부치기에 첫이닝때 보내는 주자 2명을 결정할 수는 없다.
국내에서도 제63회 황금사자기 전국고교야구대회를 효시로 하여 아마추어 야구에서는 승부치기 규정 적용이 확산되는 추세에 있다. 단, 아마추어 야구에서의 승부치기는 9회까지 승부를 가리지 못하면 10회부터 바로 위의 규정을 적용하는 것으로 수정하여 선수를 보호하는 것이 보통이다.
KBO 리그에서도 2009년부터 정규시즌이 아닌 시범경기와 올스타전에 한해서 승부치기 제도를 한시적으로 도입하고 있다.
승부치기 규정을 도입하는 경우에도 준결승전과 결승전에서는 적용하지 않는 것이 보통이다.
베이징올림픽 야구종목에서 한국과 중국과의 경기에서 승부치기가 적용되었으며, 한국이 승리하였다.
세계 야구 소프트볼 총연맹 (WBSC)이 주관하는 WBSC 프리미어 12에서도 연장 승부시 승부치기가 적용된다.
제1회 APBC 1차전 일본과 대한민국에 경기에서 승부치기가 적용되었다.

## 승부치기 규정 도입에 대한 찬반논쟁
승부치기 제도 도입의 찬반논쟁은 특히 2008년 베이징올림픽에서 국제야구연맹이 공식적으로 이 제도의 도입을 추친할 때에 크게 불거졌다.

### 찬성론
승부치기 도입을 찬성하는 측에서는
- 지나치게 장기적으로 경기가 진행되는 경우, 경기가 늘어지고 선수들의 집중력이 떨어져 경기가 무의미하게 길어지는 경우가 생긴다는 점
- 경기의 긴장도를 배가시킬 수 있다는 점
- 토너먼트제 경기에 있어서는 승부를 빠르게 결정함으로써 이후 경기의 체력적 부담도 줄여서 전반적인 경기의 질 향상을 기대할 수 있다는 점
- 중계 편성기술이 어느정도 편해진다는 점 등을 들어 도입을 찬성하고 있다.

실제 도입된 결과 순기능적 측면이 많았다는 평가도 있다.

### 반대론
승부치기 도입을 반대하는 측에서는
- 야구는 기록이 중시되는 경기인 만큼, 승부치기를 도입하는 것은 시기상조라는 점[3]
- 제한시간을 두지 않고 끝까지 승부하는 것이 야구게임 본연의 특징이라는 점
- 특히 타순 조정이 가능하다는 점에서 승부치기로 승부하는 것은 진정한 의미의 승부가 아니라는 점
- 아직 구체적인 룰에 대한 야구인들의 총의가 이뤄지지 않았다는 점 등을 들어

승부치기 도입이 적절치 않다거나 시기상조라고 주장하고 있다.

## 번역
승부치기를 영어로 번역할 경우 타이브레이커라고도 한다. 타이 브레이커란 무승부를 깬다는 뜻으로 승부치기와 비슷한 의미를 갖고 있다.